# Ternuwate
Ternuwate (ukrainisch Тернувате; russisch Терноватое Ternowatoje) ist eine Siedlung städtischen Typs im Norden der ukrainischen Oblast Saporischschja mit etwa 1300 Einwohnern (2019).
Die 1889 gegründete Ortschaft erhielt 1957 den Status einer Siedlung städtischen Typs.

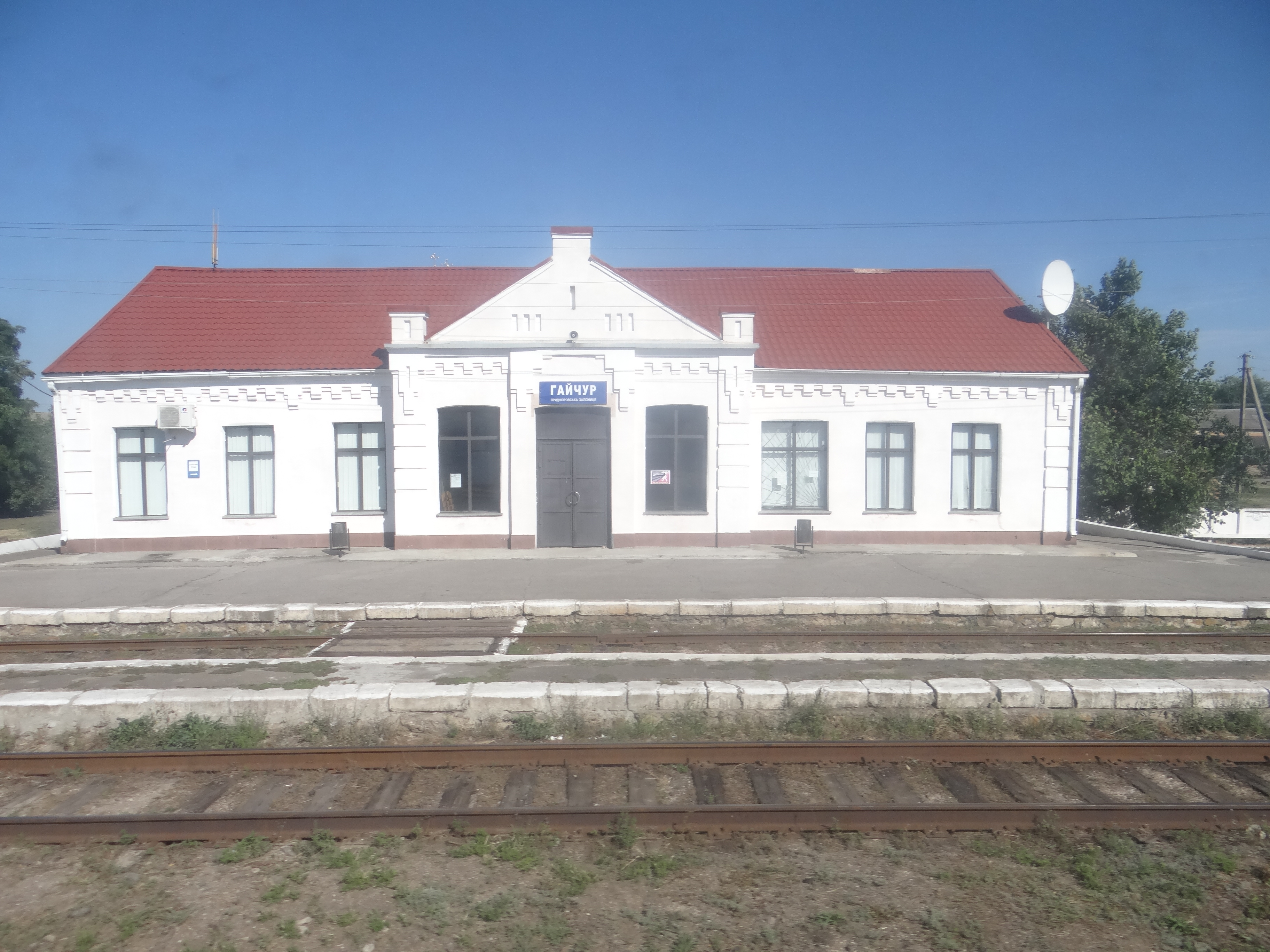
Bahnstation Ternuwate

Ternuwate liegt am linken Ufer des Hajtschul, einem 134 km langen, linken Nebenfluss der Wowtscha im Rajon Saporischschja 28 km südöstlich vom ehemaligen Rajonzentrum Nowomykolajiwka an der Grenze zur Oblast Dnipropetrowsk. Das Oblastzentrum Saporischschja liegt etwa 90 km westlich von Ternuwate. Die Ortschaft besitzt eine Bahnstation an der Bahnstrecke Berdjansk–Tschaplyne.

## Verwaltungsgliederung
Am 25. April 2019 wurde die Siedlung zum Zentrum der neugegründeten Siedlungsgemeinde Ternuwate (Тернуватська селищна громада/Ternuwatska selyschtschna hromada). Zu dieser zählten auch die 7 Dörfer Bojkowe, Kossiwzewe, Prydoroschnje, Samijliwka, Saritschne, Soriwka und Switla Dolyna, bis dahin bildete sie zusammen mit den Dörfern Kossiwzewe, Prydoroschnje und Saritschne die gleichnamige Siedlungsratsgemeinde Ternuwate (Тернуватська селищна рада/Ternuwatska selyschtschna rada) im Südosten des Rajons Nowomykolajiwka.
Am 12. Juni 2020 kamen noch weitere 8 in der untenstehenden Tabelle aufgelisteten Dörfer zum Gemeindegebiet.
Am 17. Juli 2020 kam es im Zuge einer großen Rajonsreform zum Anschluss des Rajonsgebietes an den Rajon Saporischschja.
Folgende Orte sind neben dem Hauptort Ternuwate Teil der Gemeinde:
| Name                     | Name          | Name                             |
| ukrainisch transkribiert | ukrainisch    | russisch                         |
| ------------------------ | ------------- | -------------------------------- |
| Barwiniwka               | Барвінівка    | Барвиновка (Barwinowka)          |
| Bojkowe                  | Бойкове       | Бойково (Boikowo)                |
| Danyliwka                | Данилівка     | Даниловка (Danilowka)            |
| Kossiwzewe               | Косівцеве     | Косовцево (Kossowzewo)           |
| Lisne                    | Лісне         | Лесное (Lesnoje)                 |
| Ljubyzke                 | Любицьке      | Любицкое (Ljubizkoje)            |
| Myriwka                  | Мирівка       | Мировка (Mirowka)                |
| Prydoroschnje            | Придорожнє    | Придорожное (Pridoroschnoje)     |
| Risdwjanka               | Різдвянка     | Риздвянка                        |
| Samijliwka               | Самійлівка    | Самойловка (Samoilowka)          |
| Saritschne               | Зарічне       | Заречное (Saretschnoje)          |
| Sirnyzja                 | Зірниця       | Зарница (Sarniza)                |
| Soriwka                  | Зорівка       | Зоревка (Sorewka)                |
| Switla Dolyna            | Світла Долина | Светлая Долина (Swetlaja Dolina) |
| Wassylkowe               | Василькове    | Васильковое (Wassilkowoje)       |